# Rhian O’Sullivan
Rhian O’Sullivan (geb. Edwards; * 20. Januar 1981 in Swansea) ist eine walisische Dartspielerin. 2010 und 2011 erreichte sie den zweiten Platz bei der Damen-Weltmeisterschaft im Dartsport.

## Karriere
O’Sullivan begann bereits 1999 mit dem Dartspielen. Bei größeren Turnieren trat sie jedoch erstmals 2008 in Erscheinung. Damals nahm sie am World Masters, einem der größten Major-Turniere der British Darts Organisation (BDO) teil und schied im Achtelfinale aus.
Ein Jahr später probierte sie sich erneut am World Masters. Dieses Mal konnte sie ihr Achtelfinale gewinnen, indem sie Tricia Wright schlug und somit ins Viertelfinale einzog. Dieses verlor sie dann jedoch mit 3:4 gegen die damalige Weltmeisterin Francis Hoenselaar.
Als Qualifikantin kam O’Sullivan daraufhin zur BDO World Darts Championship 2010. Ihr WM-Debüt gab sie gegen die Landsfrau und Topgesetzte Julie Gore, welche sie überraschend mit 2:0 in Sätzen schlagen konnte. Auch das darauffolgende Halbfinale gegen Karen Lawman gewann O’Sullivan in dieser Höhe, sodass sie bei ihrer ersten WM-Teilnahme direkt ins Finale einzog. In diesem traf sie auf die Rekordweltmeisterin Trina Gulliver, welche mit einem deutlichen 2:0-Sieg ihren achten Weltmeistertitel forcierte. Sie erspielte sich durch diese Finalteilnahme ein Preisgeld von £ 2.000.
Im Oktober 2010 nahm O’Sullivan für ihr Heimatland Wales beim WDF Europe Cup teil. Im Einzel unterlag sie Francis Hoenselaar im Achtelfinale, das Doppel jedoch konnte sie gemeinsam mit Julie Gore mit 6:2 gegen Angela De Ward und Caroline Breen gewinnen und damit ihren ersten größeren Titel einfahren. Beim World Masters zwei Wochen später schied O’Sullivan wieder im Achtelfinale aus. Dieses Mal unterlag sie Karen Lawman mit 3:4.
Erneut als Qualifikantin startete O’Sullivan bei ihrer zweiten BDO World Darts Championship 2011. Wie im Vorjahr spielte sie dabei in der ersten Runde gegen Julie Gore. O’Sullivan gewann mit 2:1 und traf im Halbfinale auf Deta Hedman. Auch hier behielt O’Sullivan die Oberhand und zog nach einem 2:0 erneut ins WM-Finale ein. Dieses Mal war das Spiel gegen Trina Gulliver ausgeglichener, Gulliver gewann jedoch erneut mit 2:0, womit für O’Sullivan wieder nur der zweite Platz übrig blieb.
Beim WDF World Cup 2011 verlor O’Sullivan das Achtelfinale gegen Trina Gulliver, während sie im Doppel zusammen mit Julie Gore erst im Halbfinale ausschied. Mit 2:5 unterlagen die beiden hier Francis Hoenselaar und Karin Krappen aus den Niederlanden.
Bei der BDO World Darts Championship 2012 traf O’Sullivan in Runde eins auf Deta Hedman, welche als Erstgesetzte ins Turnier startete. In einem umkämpften Match setzte sich Hedman am Ende mit 1:2 durch, womit O’Sullivans Finalserie bei der WM gerissen war.
Im Mai 2012 nahm O’Sullivan bei den Welsh Open teil. Mit 2:3 verlor sie dabei im Achtelfinale gegen Irina Armstrong. Auch bei den British Open im September kam O’Sullivan ins Achtelfinale. Diesmal hieß die letzte Gegnerin Linda Ithurralde. Beim WDF Europe Cup 2012 im November unterlag O’Sullivan bereits in ihrem ersten Spiel der Bulgarin Anelia Eneva mit 2:4. im Doppel hingegen konnte sie erneut zusammen mit Julie Gore das Finale erreichen. Dieses Mal unterlagen sie jedoch Karin Krappen und Tamara Schuur mit 3:6.
Den Qualifier für die BDO World Darts Championship 2013 konnte O’Sullivan daraufhin nicht erfolgreich absolvieren. Besser lief es beim WDF World Cup, wo sie sich ins Viertelfinale spielte. Wie zuvor bei den Welsh Open unterlag sie dabei Irina Armstrong. Auch im Doppel kamen sie und Gore ins Viertelfinale, in welchem sie eine 3:4-Niederlage gegen Louise Hepburn und Frances Lawson hinnehmen mussten. Nachdem sie sich jedoch auch für die BDO-WM 2014 qualifizieren konnte, spielte sie zunächst kaum mehr Profi-Turniere.
Im Juli 2015 trat O’Sullivan beim BDO Gold Cup wieder in Erscheinung. Nach einem 4:2-Sieg über Landsfrau Chris Savvery unterlag sie dabei im Halbfinale Fallon Sherrock deutlich mit 0:4. Im darauffolgenden Jahr kam sie sowohl bei den Welsh Open als auch beim BDO Gold Cup ins Viertelfinale. Ein Halbfinale sollte sie jedoch auch 2017 bei keinem großen Turnier erreichen. Sowohl bei den Welsh Open, als auch bei den BDO International Open und dem Welsh Masters scheiterte sie im Viertelfinale. Ein Trend, der auch zu den Welsh Open 2018 nicht stoppte.
Im Juni 2018 nahm sie zum ersten und einzigen Mal an der BDO World Trophy teil. Als Play-off-Qualifikation traf sie in Runde eins auf Anastassija Dobromyslowa, welche sie mit 0:4 besiegte. 2018 war sie dann auch wieder Teil des walisischen Teams beim WDF Europe Cup. Im Einzel verlor sie das Achtelfinale mit 3:4 gegen Lorraine Winstanley. Im Doppel verlor sie an der Seite von Rhian Griffiths das Halbfinale gegen Winstanley und Fallon Sherrock mit 1:5. Den Teamwettbewerb beendeten die Waliserinnen im Viertelfinale.
Nachdem O’Sullivan beim Welsh Classic 2019 im Viertelfinale gegen Anastassija Dobromyslowa verloren hatte, ging sie auch beim WDF World Cup wieder für Wales an den Start. Im Einzel verlor sie in der vierten Runde gegen Deta Hedman. Im Teamwettbewerb schieden sie und ihre Partnerinnen im Viertelfinale gegen die späteren Siegerinnen aus England aus.
Im ersten Jahr der COVID-19-Pandemie 2020 gab O’Sullivan schließlich ihr Debüt bei der Professional Darts Corporation (PDC) und nahm an der erstmaligen Austragung der PDC Women’s Series teil. Dabei erreichte sie beim Turnier eins und beim Turnier vier das Achtelfinale.
Beim ersten Turnier der PDC Women’s Series 2021 spielte sie O’Sullivan erstmals in ein Finale auf dieser Tour, welches sie mit 3:5 gegen Lisa Ashton verlor. Insgesamt erreichte sie noch einmal das Halbfinale und zweimal das Viertelfinale, womit sie die PDC Women’s Series Order of Merit auf Platz sieben abschloss. Nebenbei spielte sie jedoch ebenfalls das British Classic bei der World Darts Federation (WDF), wo sie im Viertelfinale ausschied, und spielte den Qualifier für die WDF World Darts Championship 2022, den sie erfolgreich abschloss.
Bei der ersten von der WDF ausgetragenen World Professional Darts Championship 2022 gewann O’Sullivan in der ersten Runde gegen Paula Jacklin mit 2:0, womit sie in Runde zwei auf Corrine Hammond traf. Auch diese konnte O’Sullivan mit 2:1 besiegen. Ihr Viertelfinale gegen Maria O’Brien gewann sie ebenfalls deutlich mit 2:0, unterlag jedoch in einem spannenden Halbfinale, in dem 23 von 25 möglichen Legs gespielt wurden, mit 2:3 Kirsty Hutchinson.
Bei den Dutch Open 2022 spielte sich O’Sullivan ins Finale des Dameneinzels und des Damendoppels. Im Einzel schlug sie dafür im Viertelfinale Aileen de Graaf und im Halbfinale Irina Armstrong. Das Finale verlor sie dann jedoch mit 1:5 gegen Beau Greaves. Auch das Doppelfinale verlor sie. An der Seite von Chris Savvery unterlag sie mit 2:4 gegen Lerena Rietbergen und Aileen de Graaf.
Im Juli gewann O’Sullivan die England National Singles nach einem 5:1-Erfolg im Finale über Aileen de Graaf. Ende September nahm sie außerdem als Teil des walisischen Teams am WDF Europe Cup 2022 teil. Dabei erreichte sie das Einzel-Halbfinale, welches mit 1:6 gegen Beau Greaves verloren ging. Im Doppel kamen O’Sullivan und Ann Marie Potts bis ins Viertelfinale. Am Sonntag darauf gewann O’Sullivan das Silber gerankte Turnier der Spanish Open, indem sie im Finale Lerena Rietbergen besiegte.
Bei den Dutch Open kam O’Sullivan bis ins Halbfinale, wo sie der Topfavoritin Beau Greaves ein stark Paroli bot. Ein 97er-Average reichte jedoch nicht zum Sieg aus und O’Sullivan verlor mit 3:4. Im Doppel scheiterte sie zusammen mit Suzanne Smith ebenfalls im Halbfinale gegen Aletta Wajer und Anca Zijlstra. Einige Wochen später spielte sie sich bei den Scottish Open ins Finale, welches sie mit 4:5 gegen Deta Hedman verlor. Auch beim WDF-Turnierwochenende auf der Isle of Man erreichte O’Sullivan das Finale. Sie verlor jedoch sowohl das Isle of Man Classic als auch das Isle of Man Masters gegen Beau Greaves.
O’Sullivan nahm Ende April 2023 an den Denmark Open teil und schied im Achtelfinale gegen die spätere Turniersiegerin Noa-Lynn van Leuven mit 3:4 aus. Beim Denmark Masters zog sie bis ins Finale ein, welches sie gegen Aletta Wajer mit 5:1 gewinnen konnte. Anfang Mai stand O’Sullivan bei den Welsh Open im Finale. Sie verlor jedoch gegen Beau Greaves. Am gleichen Wochenende schied sie außerdem beim Welsh Masters im Viertelfinale aus.
Anfang Juni gewann O’Sullivan die Swiss Open. Sie setzte sich dafür im Finale gegen die Schweizerin Sylvia Schlapbach mit 5:1 durch. Bei den Helvetia Open schied sie im Halbfinale gegen Monique Leßmeister mit 2:4 aus. Ende September nahm O’Sullivan beim WDF World Cup 2023 teil. Im Einzel gewann sie dabei nur ein Spiel. Im Doppel schaffte sie es an der Seite von Eve Watson bis ins Viertelfinale. Gemeinsam mit dem walisischen Team spielte sie sich ins Finale, wo man mit 7:9 gegen Irland verlor.
Mitte Oktober stand O’Sullivan im Finale der Irish Open. In diesem verlor sie mit 3:5 gegen Aileen de Graaf. Am Folgetag gewann sie das Irish Classic mit 5:0 im Finale gegen Aletta Wajer.
Anfang Dezember nahm O’Sullivan an der WDF World Darts Championship 2023 teil und war an Position fünf gesetzt. Sie erreichte dabei das Halbfinale, welches sie mit 0:3 gegen Beau Greaves verlor. Anfang 2024 spielte sich O’Sullivan bei den Dutch Open ins Viertelfinale.
Beim Denmark Masters im Mai schaffte es O’Sullivan ins Finale, welches sie jedoch knapp mit 4:5 gegen Beau Greaves verlor. Später spielte sie siich auch bei den England Open ins Finale gegen Greaves, verlor jedoch erneut, diesmal mit 0:6. Bei den Welsh Open und dem Welsh Classic stand O’Sullivan am 1. September im Finale. Doch auch dieses Mal konnte sie sich in beiden Fällen nicht gegen Greaves durchsetzen. Ende September spielte sich O’Sullivan beim WDF Europe Cup 2024 ins Achtelfinale im Einzel. Im Doppel erreichten sie und Eve Watson sogar das Finale und damit die Silbermedaille, da sie sich nicht gegen Noa-Lynn van Leuven und Aletta Wajer durchsetzen konnten. Das walisische Team erreichte in seiner Konkurrenz das Viertelfinale.
Als gesetzte Spielerin startete O’Sullivan bei der WDF World Darts Championship 2024 in der zweiten Runde. Sie traf dabei in Runde eins auf Lerena Rietbergen. Während O’Sullivan den ersten Satz nur mit 2:3 verlor, blieb im zweiten Satz kein Leg für sie übrig. O’Sullivan schied somit mit 0:2 aus.
Im Januar 2025 ging O’Sullivan bei den Las Vegas Open, einem Gold-Turnier der WDF, an den Start. Sie spielte sich bis ins Finale, dass sie allerdings gegen Deta Hedman mit 4:5 verlor. Das am gleichen Wochenende ausgetragene Las Vegas Classic konnte sie hingegen für sich entscheiden. Mit 5:4 siegte O’Sullivan im Finale gegen die Japanerin Sayuri Nishiguchi.
Bei den Dutch Open Ende Januar/Anfang Februar zog O’Sullivan durch den Sieg in fünf K.-o.-Spielen ins Viertelfinale ein. Dieses gewann sie mit 4:3 gegen Titelverteidigerin Aileen de Graaf. Auch ihr Halbfinale gegen die Favoritin und Topgesetzte Beau Greaves entschied O’Sullivan mit 4:3 für sich. Das Finale gegen Lerena Rietbergen gewann O’Sullivan mit 5:2 und wurde somit erstmals Siegerin der Dutch Open, des traditionell teilnehmerstärksten Turniers im Dartsport. Es handelt sich dabei um ihren ersten Turniersieg bei einem Platin-Turnier der WDF. Damit qualifizierte sich O’Sullivan außerdem auf direktem Wege für die WDF World Darts Championship 2025.

## Weltmeisterschaftsresultate

### BDO
- 2010: Finale (0:2-Niederlage gegen  Trina Gulliver)
- 2011: Finale (0:2-Niederlage gegen  Trina Gulliver)
- 2012: Viertelfinale (1:2-Niederlage gegen  Deta Hedman)

### WDF
- 2022: Halbfinale (2:3-Niederlage gegen  Kirsty Hutchinson)
- 2023: Halbfinale (0:3-Niederlage gegen  Beau Greaves)
- 2024: Achtelfinale (0:2-Niederlage gegen  Lerena Rietbergen)
- 2025: qualifiziert

## Titel

### PDC
- PDC Women’s Series
  - PDC Women’s Series 2023: 6

### WDF
- Platin-Turniere
  - Dutch Open: (1) 2025
- Silber-Turniere
  - Las Vegas Classic: (1) 2025